# Brittiska Jungfruöarna i olympiska sommarspelen 2000
Brittiska Jungfruöarna deltog i de olympiska sommarspelen 2000 med en trupp bestående av en deltagare, men han erövrade inte någon medalj.

## Friidrott
Herrarnas 200 meter
- Keita Cline
  - Omgång 1 — 21.42 (→ gick inte vidare)